# جنگ در سومالی (۲۰۰۶–۲۰۰۹)

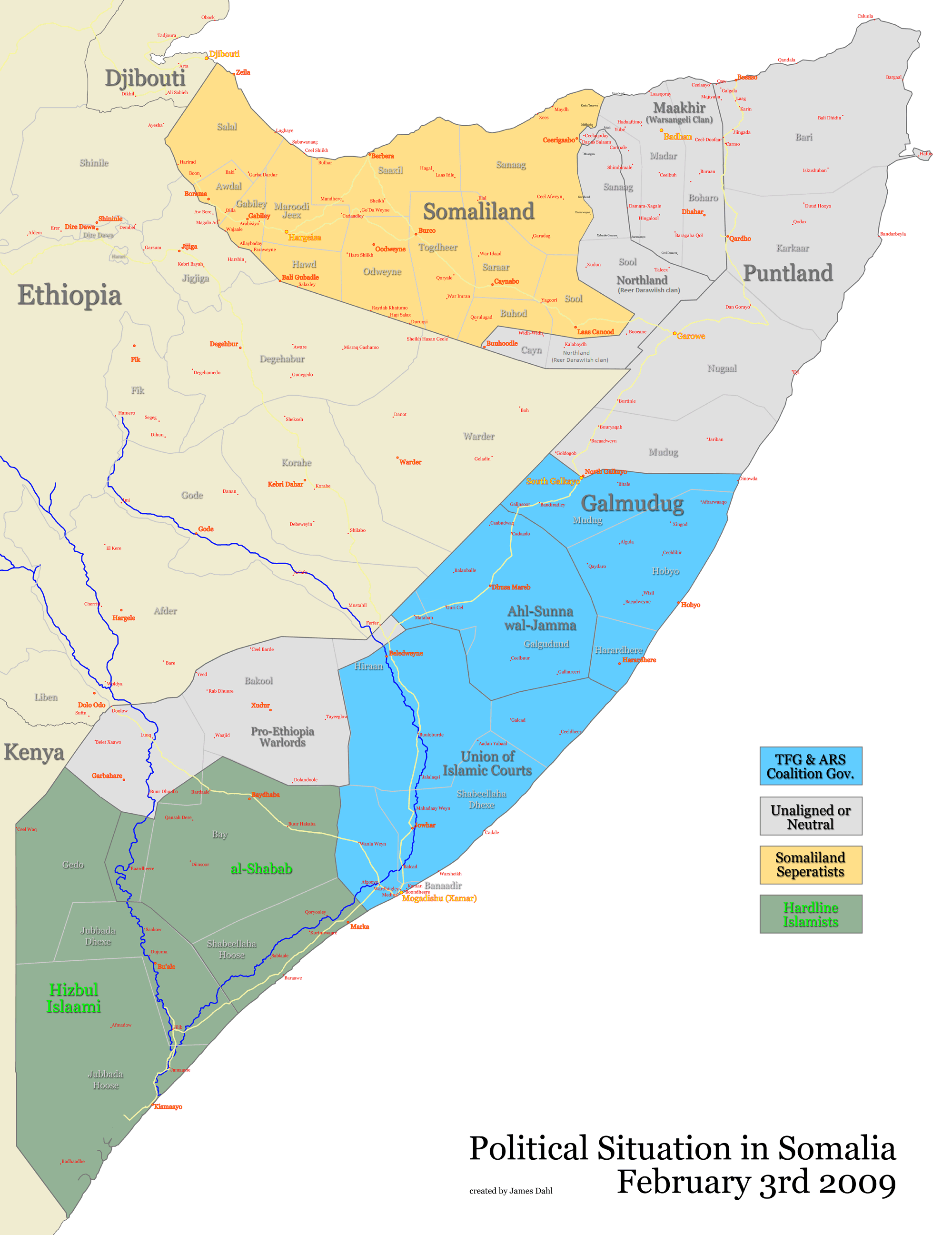
مناطق جنگ در سومالی

جنگ در سومالی به درگیری نظامی نیروهای اتیوپی به همراه دولت انتقالی سومالی در مقابل گروه اسلام‌گرای اتحادیه محاکم شریعت اسلامی گفته می‌شود. این جنگ زمانی آغاز شد که در تاریخ ۲۰ دسامبر ۲۰۰۶ نیروهای اتیوپی به حمایت آمریکا، برای حمایت از دولت انتقالی سومالی به «بایداو» در سومالی حمله کردند پس از این اقدام رهبر اتحادیه محاکم اسلامی اعلام کرد که از این پس سومالی کشور جنگ است. دولت اتیوپی علت ورود این کشور به این جنگ را دفاع از مرزهای خود در مقابل شورشیان اسلامگرا عنوان کرد واعلام کرد که اتیوپی قصد دخالت در اوضاع داخلی سومالی را ندارد. گروه اسلامگرا سواحل جنوبی سومالی را در اختیار دارد و مورد حمایت کشورهای لیبی و مصر به همراه اریتره می‌باشد علت حمایت آمریکا از اتیوپی در مقابل اتحادیه محاکم شریعت اسلامی جلوگیری از دست یابی این گروه به تجهیزات نظامی و نیز تعقیب متهمان همکاری با سازمان تروریستی القاعده است. اسامه بن لادن رهبر گروه القاعده با انتشار یک نوار صوتی در ژوئیه ۲۰۰۶ از مردم سومالی خواست که سومالی را به یک کشور اسلامی تبدیل کنند و به همه ملت‌ها اعلام کرد که شبکه القاعده با آن‌ها در صورت حمله به سومالی می‌جنگد.